# فاکس‌ترات (فیلم ۲۰۱۷)
فاکس‌ترات (عبری: פוֹקְסטְרוֹט‎) یک فیلم درام به کارگردانی ساموئل مائوز است که در سال ۲۰۱۷ منتشر شد.